# Djokupunda
Djokupunda, aussi écrit Djoko-Punda ou Ndjoko-Punda, anciennement Charlesville, est une localité du Congo-Kinshasa, située dans le territoire de Lwebo.

## Géographie
Elle est située à proximité de la route nationale RP706 à 64 km à l'ouest du chef-lieu territorial Luebo.

## Histoire
Une mission mennonite y est fondée en 1912 et devient une station pour l’établissement d’autres missions dans la région.